# Pagus Leticus
Dit artikel of overzicht is mogelijk incompleet; u kunt helpen door het uit te breiden.

Indeling van het gebied (centraal op de kaart) omstreeks 1700

De pagus Leticus was een gouw in het gebied tussen de Leie (ten noorden) en de Scarpe (ten zuiden). Hij lag aan de oorsprong van het graafschap Lens.
Drie noordelijke stadjes groeiden uit tot zelfstandige heerlijkheden: Ariën, Lillers en Béthune. Rond Sailly-sur-la-Lys lag een kerkelijk gebied, het zogenaamde Pays de l'Alleu of Vrijleen. De graaf en plaatselijke landsheren erkenden de graaf van Vlaanderen als hun suzerein. In 1191 schonk Vlaanderen de suzereiniteit aan koning Filips Augustus (zie overdracht van Artesië).